# Lago Cheow Lan
El lago Cheow Lan (tailandés: เชี่ยวหลาน, RTGS: Chiao Lan) o embalse de la presa de Rajjaprabha (อ่างเก็บน้ำเขื่อนรัชชประภา, RTGS: Ratchaprapha~), está en el parque nacional de Khao Sok, en la provincia de Surat Thani, Tailandia. Es un lago artificial de 185 kilómetros cuadrados, inaugurado en 1987 con la construcción de la presa de Rajjaprabha por la Autoridad de Generación de Electricidad de Tailandia (EGAT) como fuente de electricidad.

## Presa de Rajjaprabha
La presa de Rajjaprabha, que significa "luz del reino", recibió su nombre en mayo de 1987 de manos del rey en la ceremonia de inauguración del 60.º cumpleaños de éste. Antes de ese día se llamaba "Proyecto Cheow Lan". Se diseñó como un proyecto polivalente para la generación de energía, el control de inundaciones, el riego y la pesca. En 1982, la Autoridad de Generación de Electricidad de Tailandia (EGAT) inició la construcción de la presa desviando el río Klong Saeng. Se tardó aproximadamente un año en inundar completamente la cuenca de 185 kilómetros cuadrados. Para inundar esta amplia zona, se reasentaron 385 familias del pueblo de Ban Chiew Lan. Se introdujeron el caucho y otras oportunidades de cultivo, como las aves de corral, los huertos frutales, el cultivo de hortalizas y la pesca en los embalses, junto con los programas de formación necesarios y las facilidades de crédito para mantener los ingresos de los agricultores.
Cada familia recibió 19 rai (2,9 ha) de plantación de caucho, así como un rai (0,16 ha) para su vivienda. Como parte de la indemnización, los reasentados recibieron 1.000 baht mensuales por familia. El reasentamiento impulsó la creación de infraestructuras públicas básicas, sistemas de abastecimiento de agua y edificios públicos como escuelas, comisaría, centro médico y salón comunitario, todos ellos construidos por el gobierno tailandés.
Se realizó un reasentamiento de animales en barco y helicóptero para evitar que se ahogaran o murieran de hambre en las nuevas islas creadas. En 18 meses se rescataron 1.364 animales de 116 especies, pero 44 murieron poco después. Muchas especies de peces murieron debido a las condiciones de estancamiento del agua.
La profundidad media del lago es de alrededor de 40 m mientras que el punto más profundo del lago se estimó en alrededor de 90 m de profundidad.

## Turismo
La zona del parque nacional está habitada por una serie de mamíferos como tigres, elefantes, tapires y muchas especies de monos. También habitan en el bosque aves como el cálao, la pitta anillada y el gran argus. Entre los reptiles menos habituales se encuentran la cobra real, la pitón reticulada y los lagartos voladores. La zona del embalse incluye los santuarios de vida silvestre de Khlong Saeng, Khlong Nakha y Kaeng Krung, donde se pueden encontrar animales raros. Al oeste del parque nacional de Khao Sok se encuentra el parque nacional de Sri Phang Nga, que amplía la zona de conservación a 4.000 kilómetros cuadrados.

## Galería

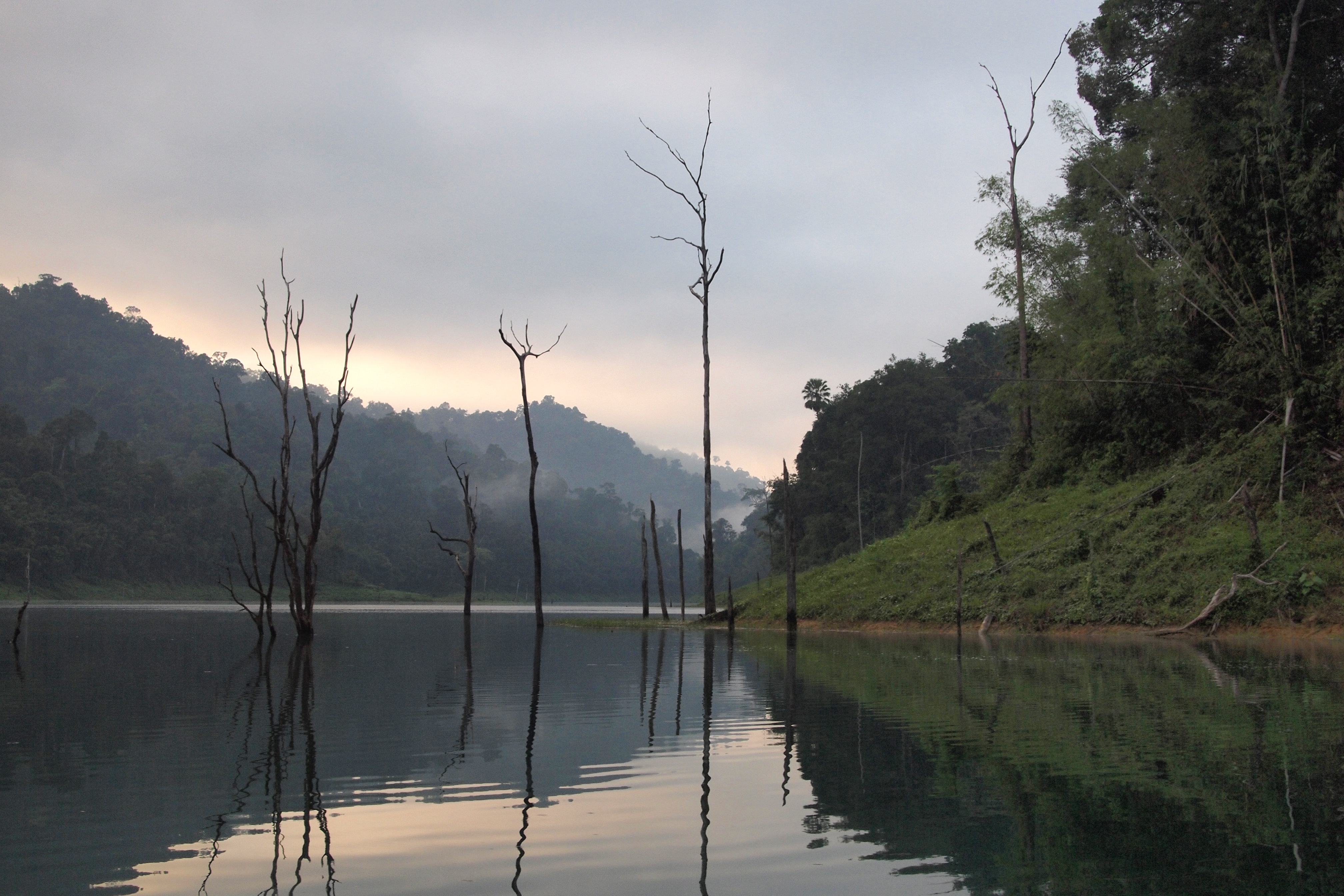
Temprano en la mañana en el lago Cheow Lan
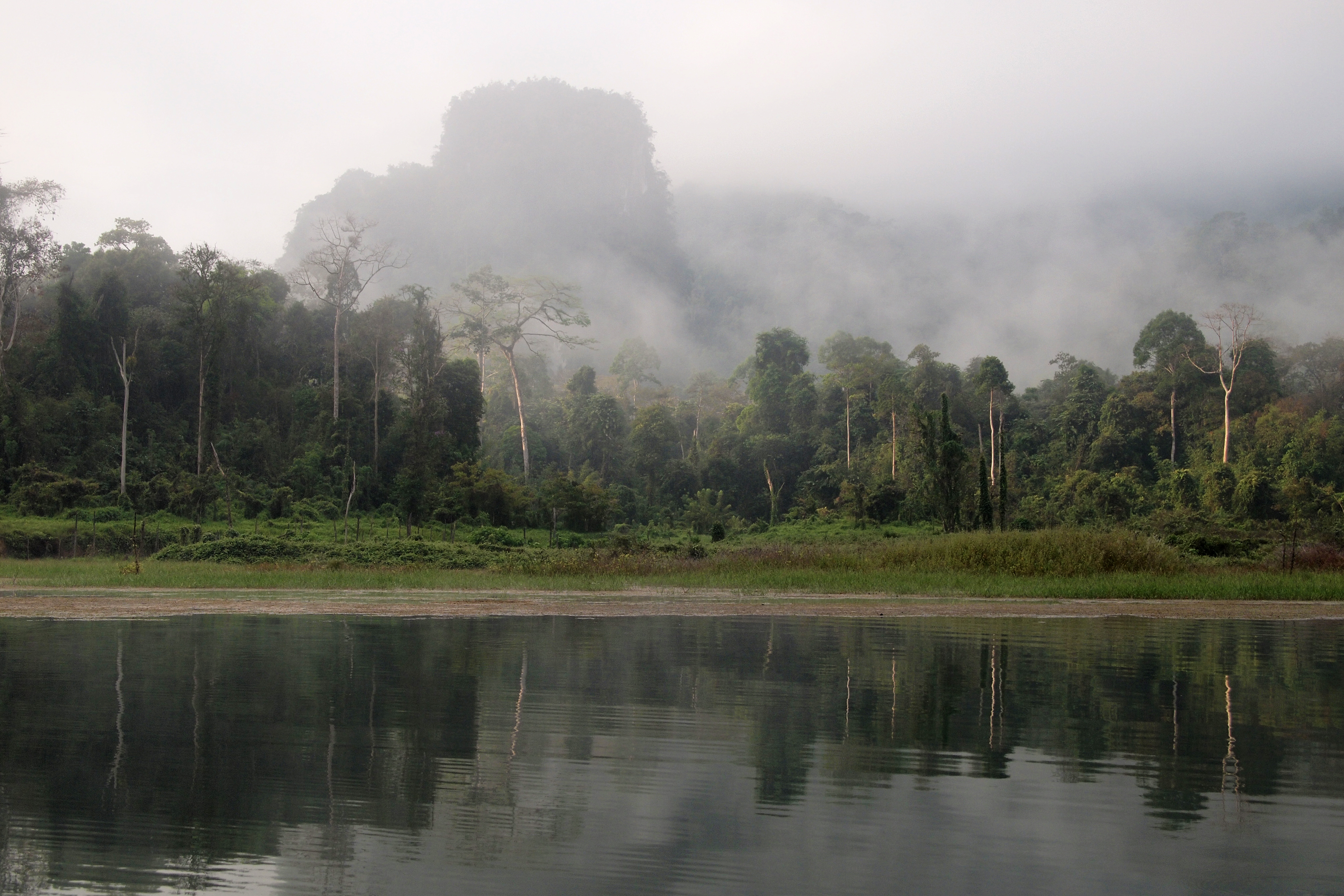
Selva tropical primaria alrededor del lago Cheow Lan
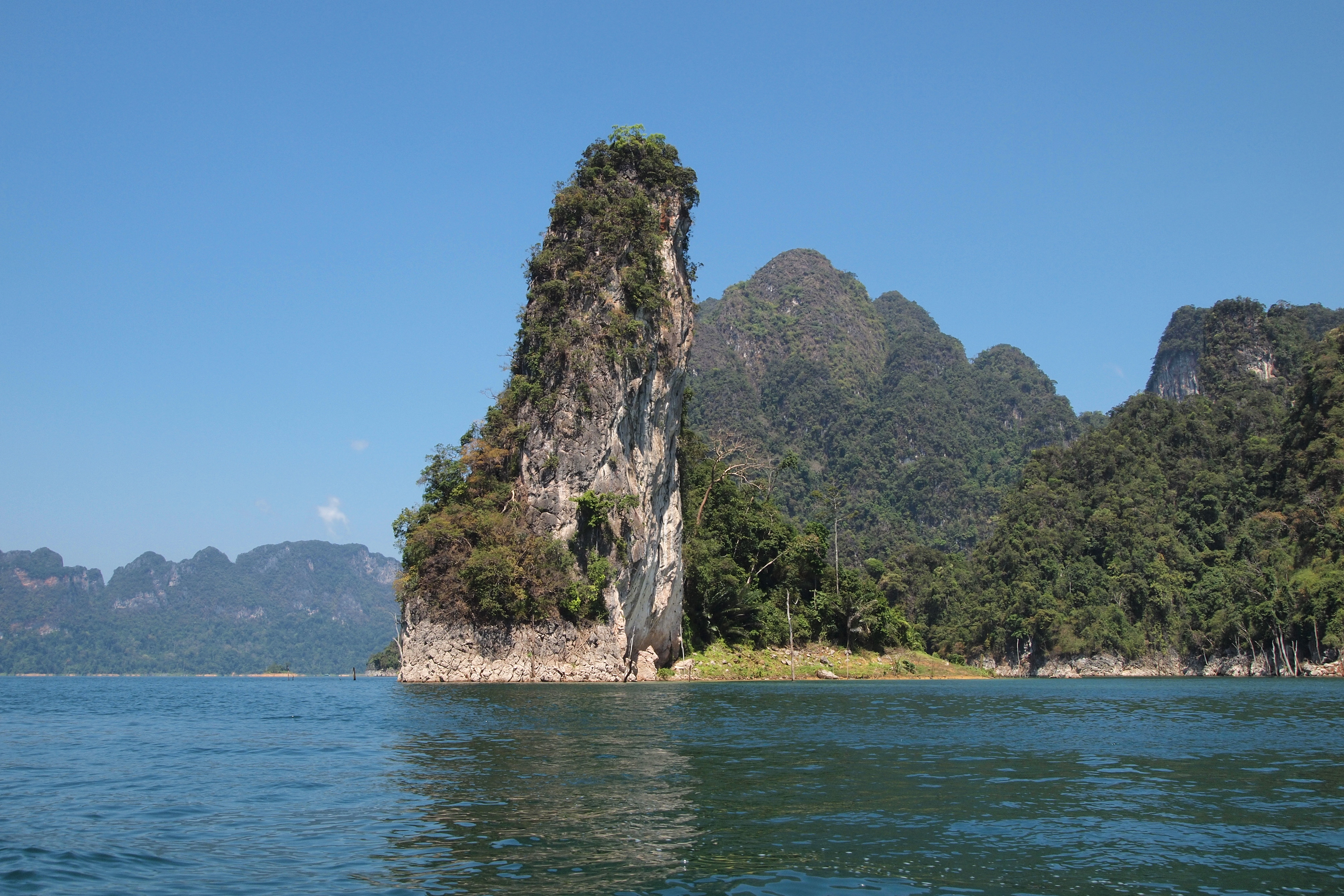
Lago Cheow Lan
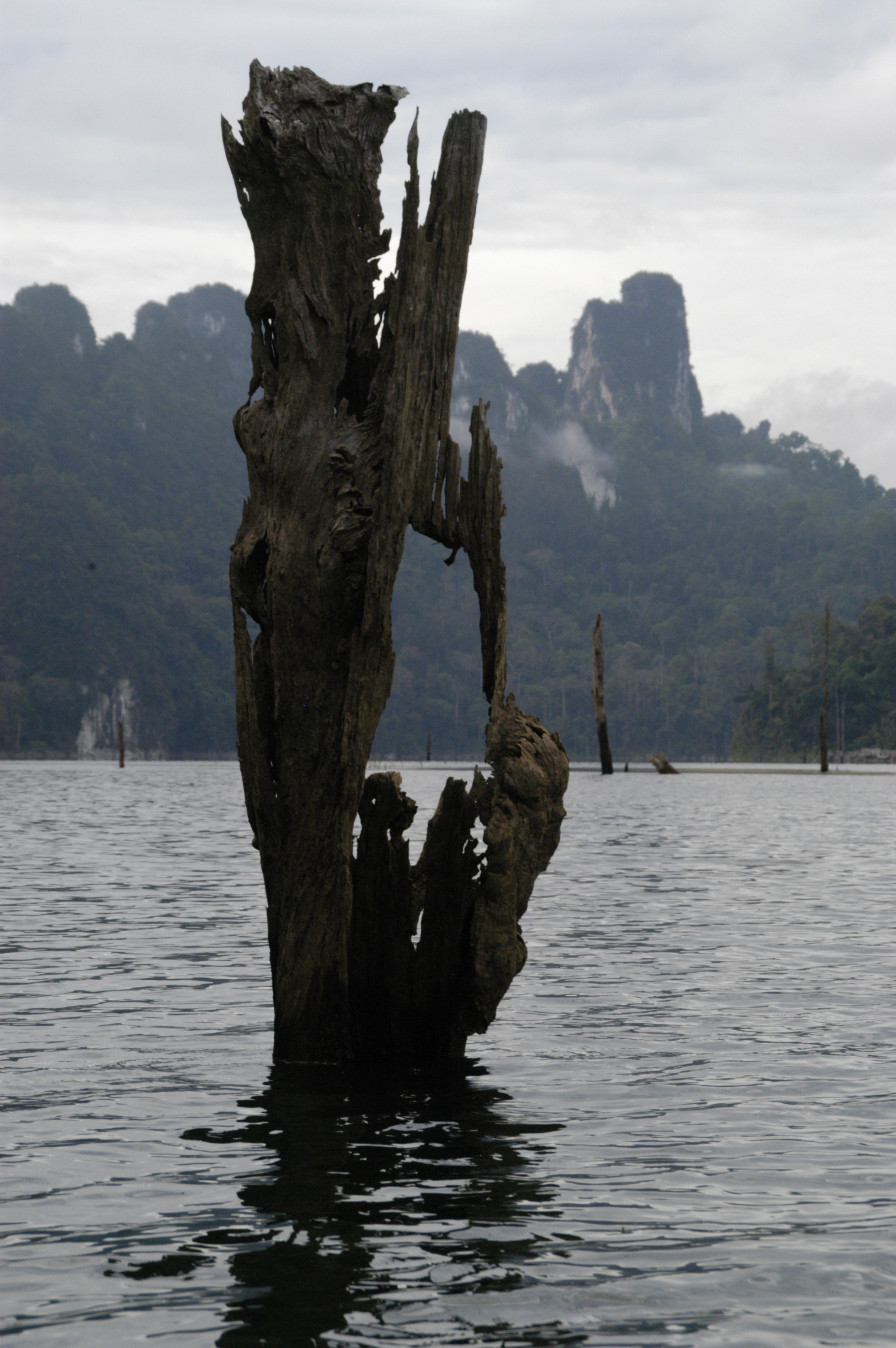
Evidencia del bosque preexistente
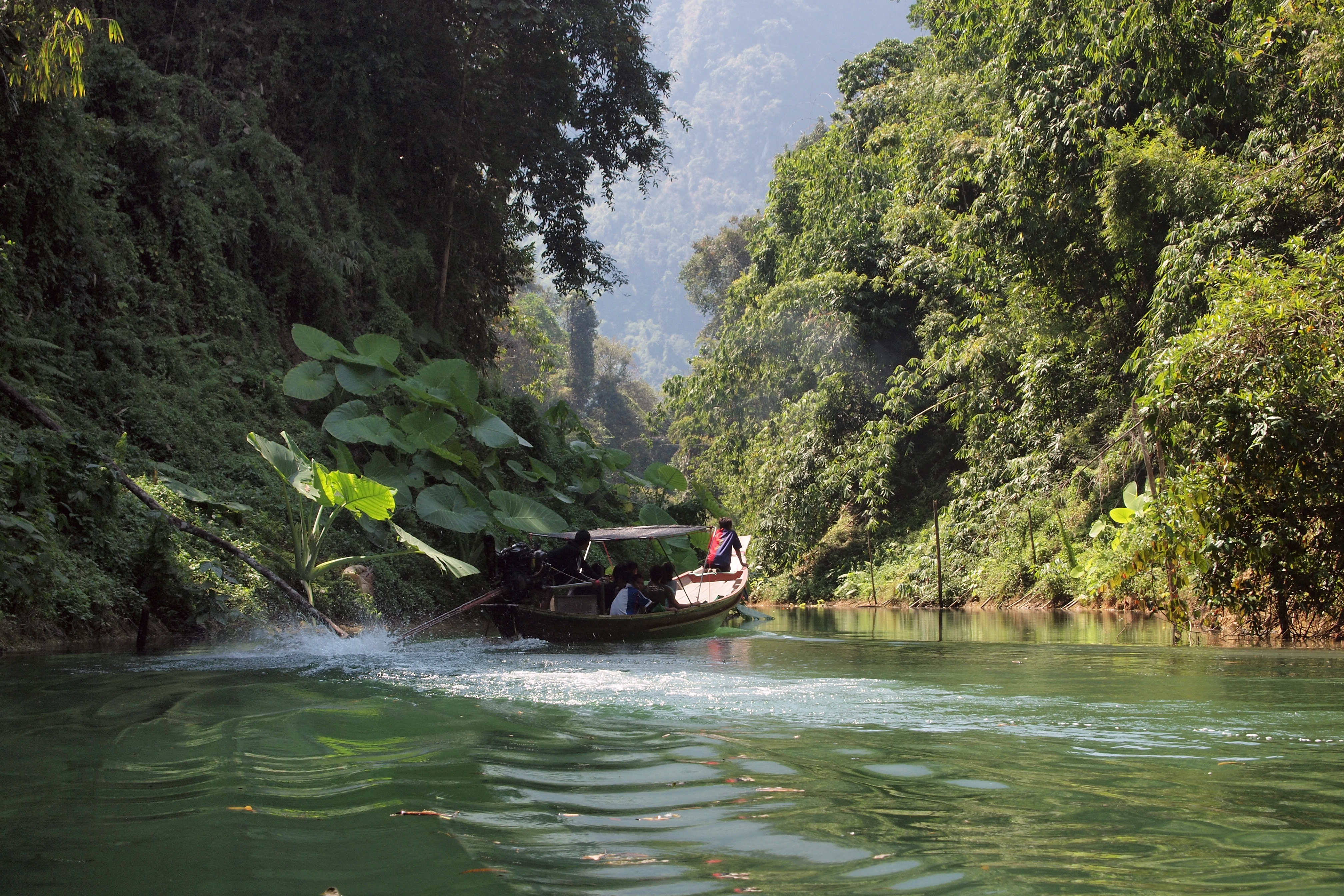
Rica flora, orilla del lago
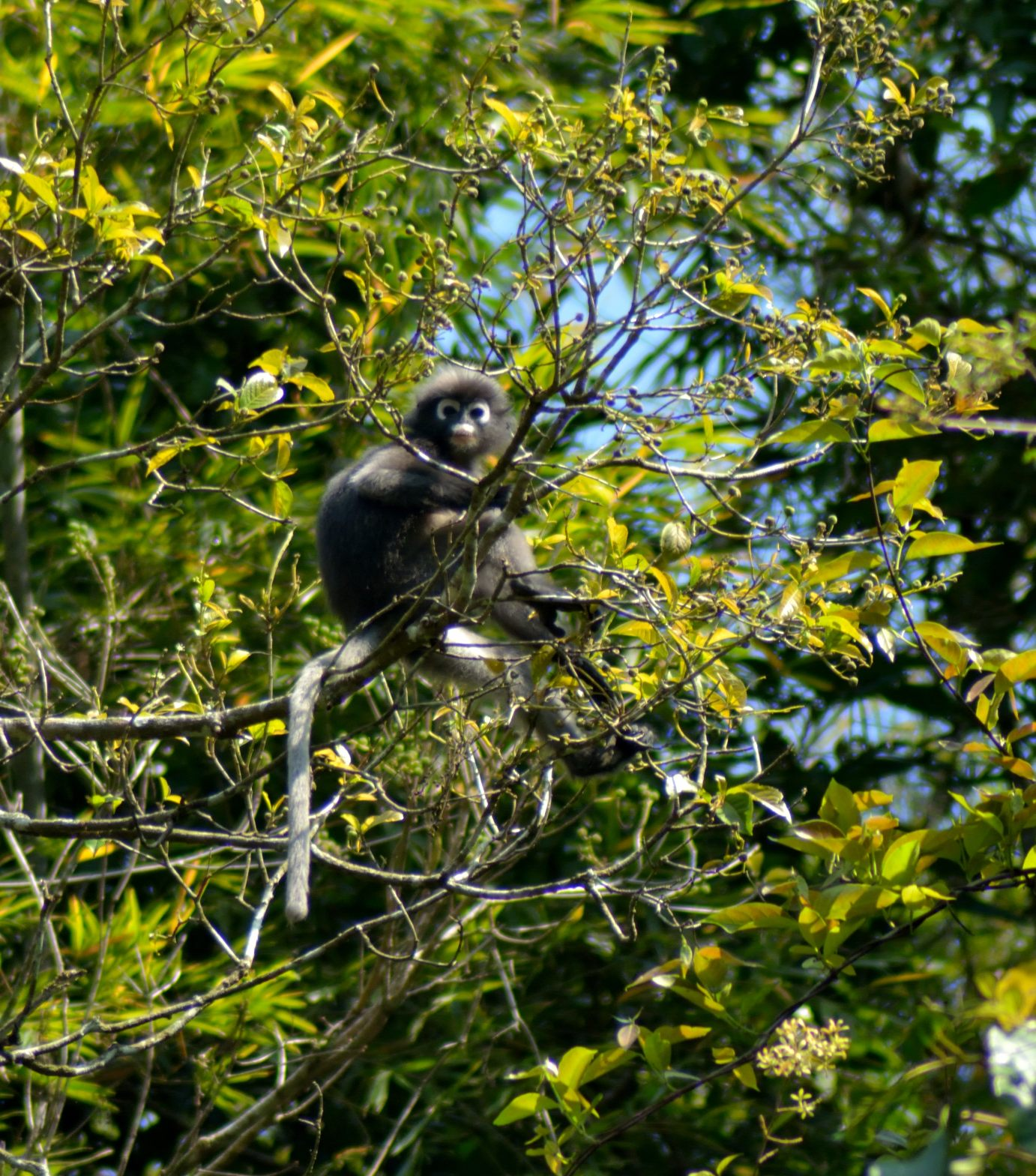
Langur oscuro
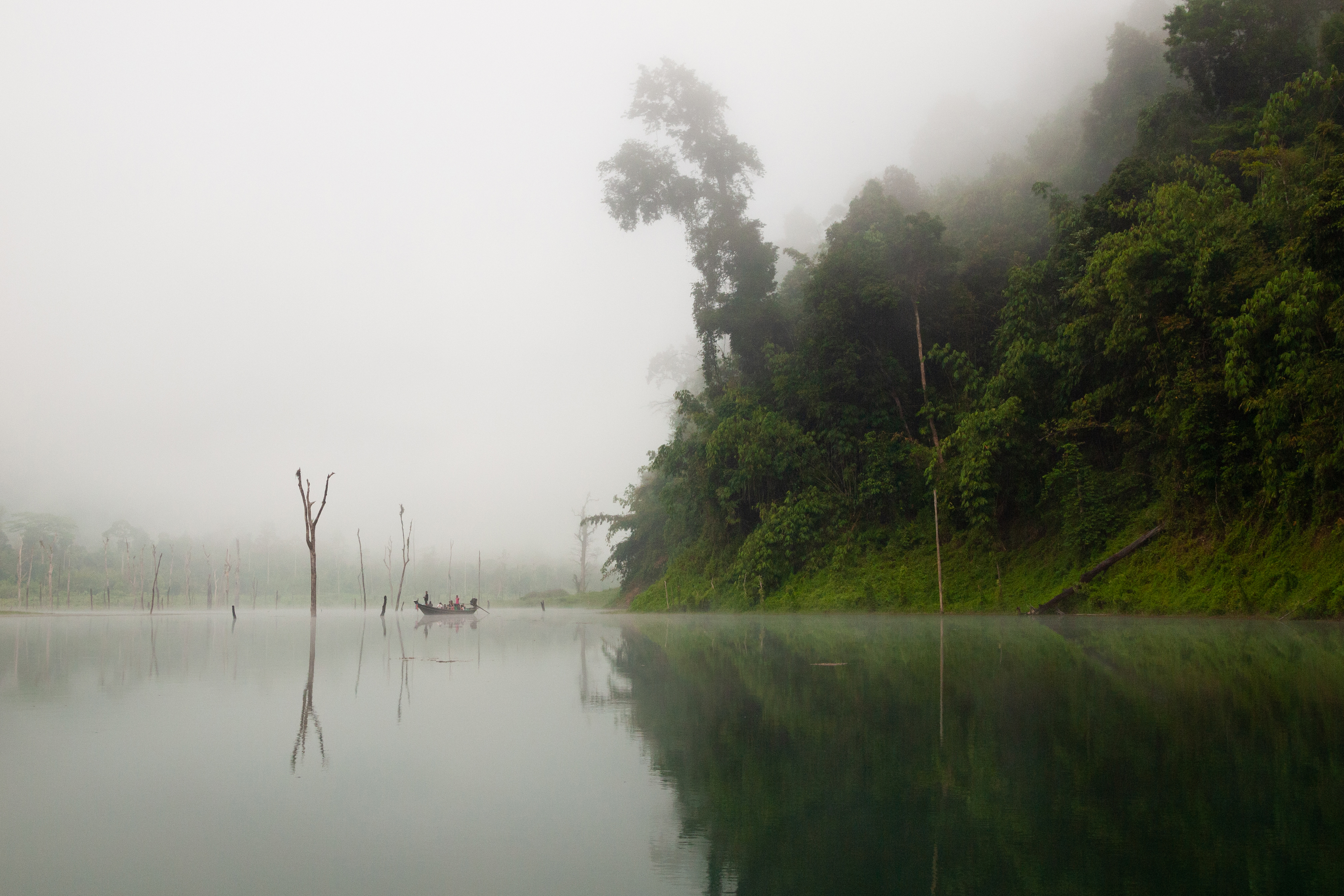
Kayak en el lago Cheow Lan
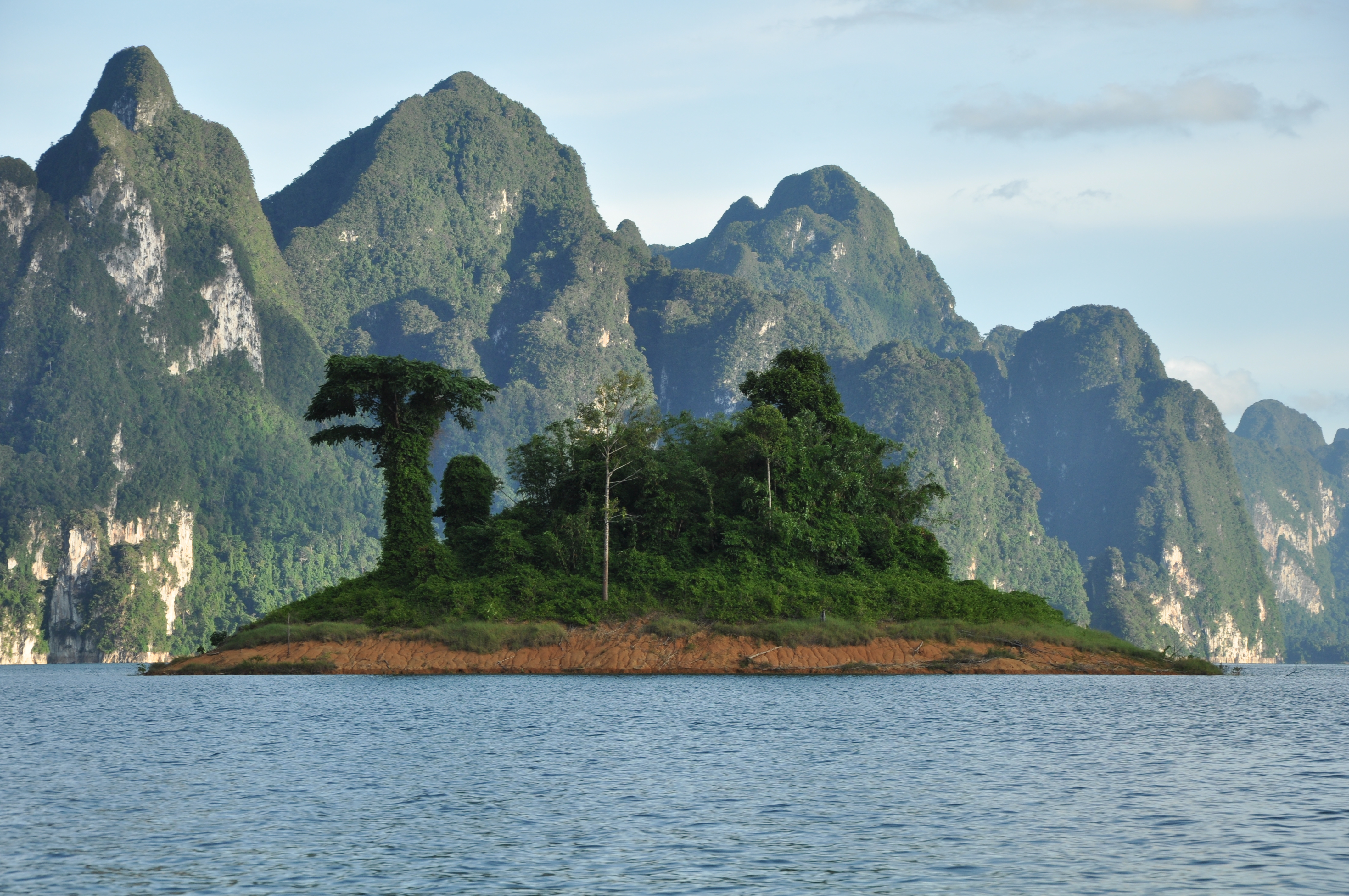
Una isla en el lago Cheow Lan
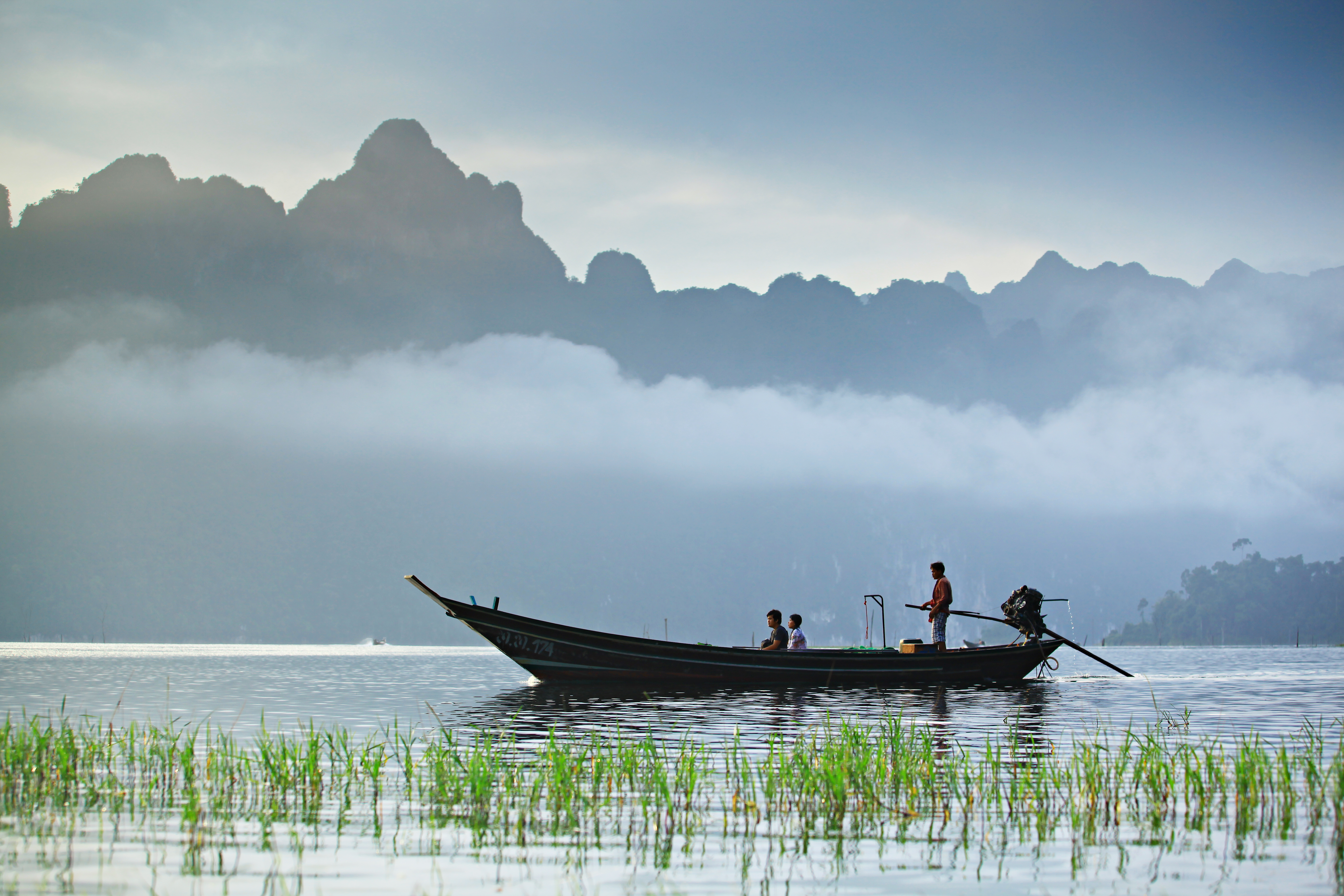
Un barco en el lago Cheow Lan